# جوزپه ویانی
جوزپه ویانی (به ایتالیایی: Giuseppe Viani) (زاده ۱۳ سپتامبر ۱۹۰۹ در ترویزو و درگذشته ۶ ژانویه ۱۹۶۹ در فرارا) بازیکن و مربی اسبق ایتالیایی است. بیشتر شهرت او بخاطر بازی‌هایش در اینتر میلان و لاتزیو است.
بعد از خداحافظی از فوتبال به مربیگری روی آورد و در تیم‌های مختلف ایتالیا از جمله آ.ث. میلان و رم مربیگری کرد. او در مقطعی سرمربی تیم ملی ایتالیا بود.

## افتخارات

### بازیکن
اینتر میلان
- سری آ (۱): ۳۰–۱۹۲۹

### مربی
سالرنیتانا
- سری بی (۱):۴۸–۱۹۴۷

آ اس رم
- سری بی (۱):۵۲–۱۹۵۱

میلان
- سری آ (۲): ۵۷–۱۹۵۶، ۵۸–۱۹۵۹
- جام باشگاه‌های اروپا: نائب قهرمان (۱): ۱۹۵۸